# IS-LM modell

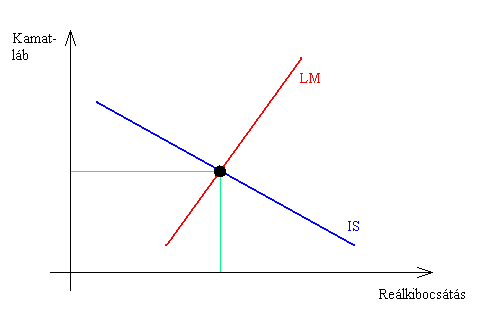
Az IS- és LM-görbék és az egyensúly

Az IS-LM modell (teljes modell, keynesi modell) a makroökonómia első modelljei közé tartozik. John Hicks és Alvin Hansen keynesiánus közgazdászok alkották meg 1937-ben. Legfontosabb elemei John Maynard Keynesnek főművében, az 1936-ban írott A foglalkoztatás, a kamat és a pénz általános elméletében tett megállapításain alapulnak, bár sok szempontból eltér a keynesi elméletektől, illetve azok általánosításának tekinthető. Később John Hicks, a modell megalkotója is világossá tette, hogy az IS-LM modell nem hű Keynes eredeti tanításaihoz.
A modell elnevezése az IS- és LM-görbék nevéből származik; ez a két görbe egy olyan derékszögű koordináta-rendszer első síknegyedében ábrázolható, amelynek vízszintes tengelye a reálkibocsátást (jele Y), a függőleges pedig a kamatlábat (r) reprezentálja.
A modell legfontosabb feltevése, hogy a javak piacán az egyensúly kialakulása (pontosabban az árak igazodása) csak lassan, „hosszú távon” megy végbe (ez a ragadós árak hipotézise); a rövid távú elemzés során feltételezzük, hogy a javak kínálata a keresletükhöz igazodik.
Az IS-LM modellt lehet dinamizálni is, ezt az alábbi két differenciál-egyenlet írja le, a kamatláb mozgása:
a reálkibocsátásé pedig:
Feltéve, hogy az {\displaystyle Y,i} változók kifejezhetők a másik függvényében az {\displaystyle L(Y,i)} síkgörbéből.

## Az IS-görbe
Az IS-görbe azokat a reálkibocsátás-kamatláb kombinációkat tartalmazza, amelyekre teljesül a beruházások (I) és a megtakarítások (S) egyenlősége – vagy egy ezzel ekvivalens állítás, a jövedelemazonosság.
Az IS-görbe egyenlete tehát maga a jövedelemazonosság:
A kormányzati vásárlások (G) kivételével a jobb oldal összes tagja függ a kamatlábtól, a fogyasztás pedig függ a fogyasztók adózás utáni reáljövedelmétől, tehát a görbe egyenletét így is felírhatnánk:
Minél nagyobb adózás utáni jövedelem marad a fogyasztónál, annál többet fog belőle költeni (gondoljunk a Solow-modellből ismert fogyasztási határhajlandóságra). Ezért a {\displaystyle C(Y-T,r)} fogyasztás az {\displaystyle Y} reálkibocsátás növekvő függvénye. Nem szabad elfelejteni, hogy egy egységnyi jövedelemnövekedés kevesebb, mint egy egységgel növeli a fogyasztást, mivel a jövedelem egy részét a fogyasztók megtakarítják. Ha a kamatláb nő, a jövőbeli fogyasztás jelenértéke csökken, ezért vonzóbbá válik a mostani fogyasztással szemben. Így {\displaystyle C(Y-T,r)}, ami a jelen időszak fogyasztását jelöli, {\displaystyle r} csökkenő függvénye. Ha kamatláb növekedésével a pénzügyi beruházások (pl. bankba tenni a pénzt) is vonzobbá válnak a reálberuházásokkal (I) szemben, ezért  {\displaystyle I} is csökkenő függvénye a kamatlábnak. Belátható, hogy a nettó export (NX) is a kamatláb csökkenő függvénye.
Ha egy {\displaystyle (Y,r)} pár mellett teljesül a jövedelemazonosság, akkor {\displaystyle Y'>Y} reálkibocsátás mellett csak akkor teljesülhet ismét, ha {\displaystyle r'<r}. Vagyis az IS-görbe negatív meredekségű. Ennek oka, hogy a reálkibocsátás növekedése a jövedelemazonosság egyenletének bal oldalát nagyobb mértékben növeli, mint a jobb oldalát (a már említett megtakarítási határhajlandóság miatt). Hogy az egyenlőség ismét teljesüljön, a jobb oldalnak még nőnie kell, és mivel az egyenlet jobb oldala {\displaystyle r} csökkenő függvénye, ez a kamatláb csökkenésével lehetséges.

## Az LM-görbe
Az LM-görbén azok a reálkibocsátás-kamatláb kombinációk helyezkednek el, amelyekre a pénz kereslete (L) egyenlő a pénz kínálatával (M).
A pénzkínálat (pénzmennyiség) a központi bank által meghatározott érték, a pénzkereslet viszont az árszínvonalnak, a reálkibocsátásnak és a kamatlábnak is függvénye. Így az LM-görbe egyenlete:
Mivel a pénzkereslet a reálkibocsátásnak növekvő, a kamatlábnak viszont csökkenő függvénye, az LM-görbe pozitív meredekségű.

## Az egyensúly
Rövid távon akkor alakul ki egyensúly az IS-LM modellben, ha a gazdaság a két görbe metszéspontjában van. Ekkor mind a pénz, mind pedig más javak piacán a kereslet egyenlő a kínálattal.

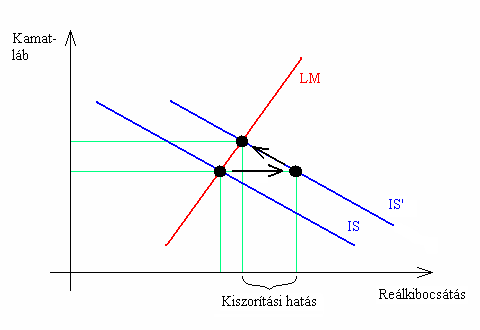
Állami beavatkozás az IS-LM modellben: az IS-görbe jobbra tolása

## Állami beavatkozás az IS-LM modellben
A keynesi elmélet talán legfontosabb megállapítása, hogy a beruházások nagyon változékonyak, így azok gyors csökkenése – az aggregált kereslet csökkenése révén – válságokat idézhet elő. Az állam azonban megteheti, hogy a kormányzati vásárlások növelése, a fogyasztás ösztönzése (például az adók csökkentésével) stb. révén fenntartsa az aggregált kereslet magas szintjét, így csillapítva a válság mélységét. Ez a gazdaságpolitika Keynes szerint csupán egyetlen hátránnyal jár: az államháztartási hiány megnő; ez azonban a fellendülés idején adóemelés, kiadáscsökkentés stb. segítségével megszüntethető.
Az állam az IS-LM modellben kétféleképpen is beavatkozhat az aggregált kereslet növelése érdekében:
- az előbb már említett módszerekkel (kiadásnövelés, adócsökkentés stb.) jobbra tolhatja az IS-görbét (ezt költségvetési expanziónak nevezzük), vagy
- a központi bank segítségével növelheti a pénzkínálatot, jobbra tolva ezzel az LM-görbét (monetáris expanzió).

A kétféle beavatkozás teljesen más eredményekkel jár. Az ábrán az első esetet szemléltettük. Ekkor a kormányzati expanzió (első nyíl) nem egy az egyhez arányban növeli meg a reálkibocsátást, mert az LM-görbéhez való igazodás (második nyíl), ami a gyakorlatban a kamatlábak növekedését jelenti, elveszi, „kiszorítja” a fogyasztás, a (magán)beruházások és az export egy részét (illetve növeli az importot).
A második esetben, ha az állam a pénzkínálatot növeli, a kamatláb csökken, így nő a fogyasztás, a beruházás és a nettó export. Bár az expanzió itt sem egy az egy arányban növeli a reálkibocsátást, a magánberuházások mégsem csökkennek, hanem növekednek.
Úgy is mondhatjuk, hogy a költségvetési expanzió inkább az állam, illetve az állami szervek, a monetáris pedig a magánvállalatok érdekeit szolgálja. Fontos azonban megjegyezni, hogy mindkét ilyen típusú beavatkozás az infláció növekedésével jár hosszú távon.
A keynesiánus közgazdászok a költségvetési expanziót részesítették, illetve részesítik előnyben, de más indoklással: szerintük az LM-görbe meredeksége nagyon kicsi, olyannyira, hogy a görbe szinte vízszintes; az IS-görbe viszont meredek, majdnem függőleges. Ekkor viszont egy monetáris expanzió az LM-görbe eltolásával alig volna hatással a reálkibocsátásra. Velük szemben a monetarizmus hívei fordítva képzelik el a helyzetet: az ő véleményük szerint az LM-görbe meredek és az IS-görbe lapos, így a költségvetési expanziónak volna nagyon kicsi a hatékonysága. Nem véletlen, hogy a monetaristák a pénzkínálat – lehetőleg egyenletes – növelését ajánlják a gazdasági válságok kiküszöbölésére.